# Christian Blume
Christian Blume var en tysk-svensk bildhuggare verksam på 1600-talet.
Blume härstammade från en tysk arkitekt- och bildhuggarsläkt i Tyskland. Han var verksam med det Gustavianska gravkoret i Riddarholmskyrkan samt utförde en del arbeten på det Funckska huset vid Kornhamnstorg i Stockholm.